# Araneus albiaculeis
Araneus albiaculeis är en spindelart som först beskrevs av Embrik Strand 1906.  Araneus albiaculeis ingår i släktet Araneus och familjen hjulspindlar.
Artens utbredningsområde är Etiopien. Inga underarter finns listade i Catalogue of Life.